# Śriwatsa

Śriwatsa

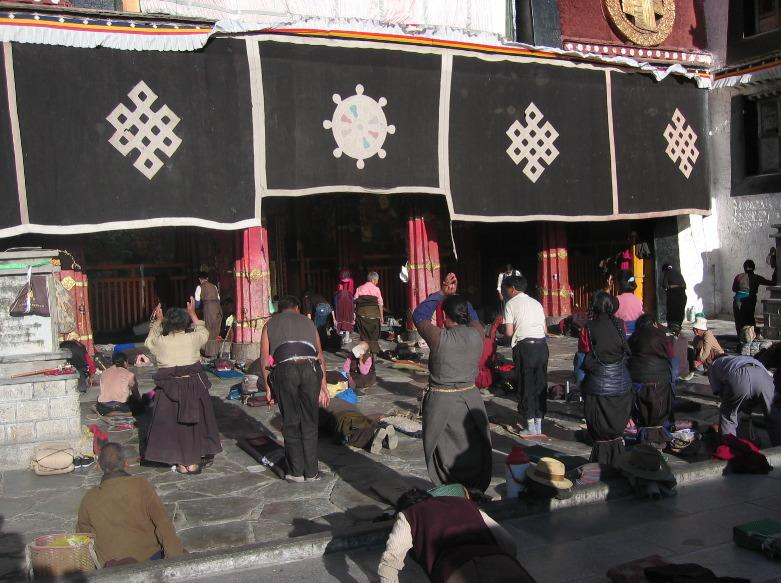
Śriwatsa w świątyni Dżokhang

Śriwatsa (z sanskrytu) – w kulturze indyjskiej symbol mający postać niekończącego się, poprzeplatanego węzła. Wraz z buddyzmem dotarł poprzez Tybet do Mongolii i Chin. Jeden z tzw. "ośmiu pomyślnych znaków" asztamangala. W ikonografii wisznuickiej pukiel pozłacanych włosów, umieszczany po lewej stronie wizerunków Wisznu.
W dżinijskiej sekcie śwetambara trójkątny znak w formie gwiazdy.

## Interpretacje
Symbol ten w zależności od tradycji może mieć różne znaczenia. Przykłady:
- W wisznuizmie śriwatsa znajduje się na piersi Kryszny, wskazując miejsce, gdzie rezyduje bogini Śri[2]
- W buddyzmie tybetańskim węzeł taki symbolizuje sansarę
- W buddyzmie: Wzajemne przenikanie się mądrości i współczucia.
- Interakcja pozornie przeciwnych sił, a jednocześnie ich jedność i harmonia.
- Wzajemny stosunek czasu i wieczności.